# Tamiasciurus mearnsi
Tamiasciurus mearnsi — вид гризунів родини вивіркових.

## Поширення
Країни поширення: Мексика (Нижня Каліфорнія). Ендемік соснових і ялинових лісів на висотах 2100–2400 м над рівнем моря. Ареал дуже малий.

## Життя
Роблять гнізда як правило, в дуплах дерев, часто в порожнинах залишених дятлами. У теплі місяці раціон складається з фруктів, горіхів та іншої рослинної сировини, але взимку Tamiasciurus mearnsi залежать в основному від насіння хвойних дерев, які збирають і зберігають, коли вони досягають зрілості.
Розмноження на початку весни, період вагітності невідомий, але, ймовірно, близько 36-40 днів, народжується 3-7 дитинчат (в середньому 5-6), голих і безпорадних.

## Морфологічні особивості
Хоча зовні дуже схожа на Tamiasciurus douglasii, виростає дещо меншою за розміром, довжина тіла 19,4 см, а хвоста — 11,1 см. Шерсть червонувато-коричнева на спині й біла на животі.